# Ronde van Italië 1993
| Eindklassement       |                            |              |
| Algemeen klassement  | Miguel Indurain            | 98h 09' 44"  |
| Tweede               | Pjotr Oegroemov            | + 0' 58"     |
| Derde                | Claudio Chiappucci         | + 5' 27"     |
| Vierde               | Massimiliano Lelli         | + 6' 09"     |
| Vijfde               | Pavel Tonkov               | + 7' 11"     |
| Zesde                | Moreno Argentin            | + 9' 12"     |
| Zevende              | Vladimir Poelnikov         | + 11' 30"    |
| Achtste              | Maurizio Fondriest         | + 12' 53"    |
| Negende              | Stephen Roche              | + 13' 31"    |
| Tiende               | Zenon Jaskuła              | + 13' 41"    |
| (Ned)                | Jos van Aert (58e)         | + 1h 46' 05" |
| (Bel)                | Eric Van Lancker (68e)     | + 2h 01' 06" |
| Rode Lantaarn        | Stefano Giraldi (132e)     | + 3h 24' 19" |
| Puntenklassement     | Adriano Baffi              | 228 punten   |
| Tweede               | Maurizio Fondriest         | 187 punten   |
| Derde                | Miguel Indurain            | 167 punten   |
| Bergklassement       | Claudio Chiappucci         | 42 punten    |
| Tweede               | Mariano Piccoli            | 40 punten    |
| Derde                | Gianluca Bortolami         | 33 punten    |
|                      | Miguel Indurain            | 33 punten    |
| Jongerenklassement   | Pavel Tonkov (5e)          | 98h 16' 55"  |
| Tweede               | Wladimir Belli (13e)       | + 11' 34"    |
| Derde                | Francesco Casagrande (40e) | + 1h 07' 38" |
| Intergiro klassement | Ján Svorada                | 53h 10' 33"  |
| Tweede               | Stefano Colagè             | + 0' 40"     |
| Derde                | Miguel Indurain            | + 0' 41"     |
| Ploegenklassement    | Lampre-Polti               | 294h 50' 53" |
| Tweede               | Carrera                    | -            |
| Derde                | Ariostea                   | -            |

In 1993 ging de 76e Giro d'Italia op 23 mei van start in Porto Azzurro. Hij eindigde op 13 juni in Milaan. Er stonden 180 renners verdeeld over 20 ploegen aan de start. Hij werd gewonnen door Miguel Indurain.
Aantal ritten: 21

Totale afstand: 3703.0 km

Gemiddelde snelheid: 37.723 km/h

Aantal deelnemers: 180

## Belgische en Nederlandse prestaties
In totaal namen er 2 Belgen en 3 Nederlanders deel aan de Giro van 1993.

### Belgische etappezeges
- In 1993 was er geen Belgische etappezege.

### Nederlandse etappezeges
- In 1993 was er geen Nederlandse etappezege.

## Etappe uitslagen
| Datum                  | Etappe    | Parcours                              | Afstand | Eerste                   | Tweede                     | Derde                    | Klassementsleider     |
| ---------------------- | --------- | ------------------------------------- | ------- | ------------------------ | -------------------------- | ------------------------ | --------------------- |
| 23 mei                 | etappe 1a | Porto Azzurro - Portoferraio          | 85 km   | Moreno Argentin (Ita)    | Marco Saligari (Ita)       | Vladimir Poelnikov (Oek) | Moreno Argentin (Ita) |
| 23 mei                 | etappe 1b | Portoferraio - Portoferraio (tijdrit) | 9.0 km  | Maurizio Fondriest (Ita) | Miguel Indurain (Spa)      | Eddy Seigneur (Fra)      | Moreno Argentin (Ita) |
| 24 mei                 | etappe 2  | Grosseto - Rieti                      | 224 km  | Adriano Baffi (Ita)      | Marco Saligari (Ita)       | Dmitri Konysjev (Rus)    | Moreno Argentin (Ita) |
| 25 mei                 | etappe 3  | Rieti - Scanno                        | 153 km  | Pjotr Oegroemov (Let)    | Enrico Zaina (Ita)         | Luc Leblanc (Fra)        | Moreno Argentin (Ita) |
| 26 mei                 | etappe 4  | Lago di Scanno - Marcianise           | 179 km  | Fabio Baldato (Ita)      | Mario Manzoni (Ita)        | Endrio Leoni (Ita)       | Moreno Argentin (Ita) |
| 27 mei                 | etappe 5  | Paestum - Terme Luigiane              | 212 km  | Dmitri Konysjev (Rus)    | Stefano Della Santa (Ita)  | Flavio Giupponi (Ita)    | Moreno Argentin (Ita) |
| 28 mei                 | etappe 6  | Villafranca Tirrena - Messina         | 130 km  | Guido Bontempi (Ita)     | Adriano Baffi (Ita)        | Gianni Bugno (Ita)       | Moreno Argentin (Ita) |
| 29 mei                 | etappe 7  | Capo d'Orlando - Agrigento            | 242 km  | Bjarne Riis (Den)        | Michele Coppolillo (Ita)   | Giancarlo Perini (Ita)   | Moreno Argentin (Ita) |
| 30 mei                 | etappe 8  | Agrigento - Palermo                   | 140 km  | Adriano Baffi (Ita)      | Endrio Leoni (Ita)         | Fabio Baldato (Ita)      | Moreno Argentin (Ita) |
| 31 mei was een rustdag |           |                                       |         |                          |                            |                          |                       |
| 1 juni                 | etappe 9  | Montelibretti - Fabriano              | 219 km  | Giorgio Furlan (Ita)     | Mario Chiesa (Ita)         | Enrico Zaina (Ita)       | Moreno Argentin (Ita) |
| 2 juni                 | etappe 10 | Senigallia - Senigallia (tijdrit)     | 28 km   | Miguel Indurain (Spa)    | Armand de las Cuevas (Fra) | Maurizio Fondriest (Ita) | Miguel Indurain (Spa) |
| 3 juni                 | etappe 11 | Senigallia - Dozza                    | 184 km  | Fabiano Fontanelli (Ita) | Dario Bottaro (Ita)        | Valerio Tebaldi (Ita)    | Bruno Leali (Ita)     |
| 4 juni                 | etappe 12 | Dozza - Asiago                        | 236 km  | Dmitri Konysjev (Rus)    | Maurizio Fondriest (Ita)   | Enrico Zaina (Ita)       | Bruno Leali (Ita)     |
| 5 juni                 | etappe 13 | Asiago - Kurfar/Corvara               | 217 km  | Moreno Argentin (Ita)    | Massimiliano Lelli (Ita)   | Gianni Bugno (Ita)       | Bruno Leali (Ita)     |
| 6 juni                 | etappe 14 | Kurfar/Corvara - Kurfar/Corvara       | 245 km  | Claudio Chiappucci (Ita) | Miguel Indurain (Spa)      | Vladimir Poelnikov (Oek) | Miguel Indurain (Spa) |
| 7 juni                 | etappe 15 | Kurfar/Corvara - Lumezzane            | 263 km  | Davide Cassani (Ita)     | Moreno Argentin (Ita)      | Flavio Giupponi (Ita)    | Miguel Indurain (Spa) |
| 8 juni                 | etappe 16 | Lumezzane - Borgo Val di Taro         | 181 km  | Fabio Baldato (Ita)      | Maurizio Fondriest (Ita)   | Fabiano Fontanelli (Ita) | Miguel Indurain (Spa) |
| 9 juni                 | etappe 17 | Varazze - Chianale                    | 223 km  | Marco Saligari (Ita)     | Gianluca Bortolami (Ita)   | Mauro Santaromita (Ita)  | Miguel Indurain (Spa) |
| 10 juni                | etappe 18 | Sampeyre - Fossano                    | 150 km  | Adriano Baffi (Ita)      | Ján Svorada (Slk)          | Fabio Baldato (Ita)      | Miguel Indurain (Spa) |
| 11 juni                | etappe 19 | Pinerolo - Sestriere (tijdrit)        | 55 km   | Miguel Indurain (Spa)    | Pjotr Oegroemov (Let)      | Moreno Argentin (Ita)    | Miguel Indurain (Spa) |
| 12 juni                | etappe 20 | Turijn - Oropa                        | 162 km  | Massimo Ghirotto (Ita)   | Marco Giovannetti (Ita)    | Laurent Madouas (Fra)    | Miguel Indurain (Spa) |
| 13 juni                | etappe 21 | Biella - Milaan                       | 166 km  | Fabio Baldato (Ita)      | Endrio Leoni (Ita)         | Mario Manzoni (Ita)      | Miguel Indurain (Spa) |

 winnaars · 
roze trui · 
  puntenklassement · 
  bergklassement · 
 jongerenklassement · 
 intergiro · 
 ploegenklassement · 
 strijdlust · 
 zwarte trui
Giro d'Italia Next Gen · Giro Donne · Cima Coppi
 Belgische rozetruidragers · etappewinnaars
 Nederlandse rozetruidragers · etappewinnaars
Mannen:
1909 · 
1910 · 
1911 · 
1912 · 
1913 · 
1914 · 
1919 · 
1920 · 
1921 · 
1922 · 
1923 · 
1924 · 
1925 · 
1926 · 
1927 · 
1928 · 
1929 · 
1930 · 
1931 · 
1932 · 
1933 · 
1934 · 
1935 · 
1936 · 
1937 · 
1938 · 
1939 · 
1940 · 
1946 · 
1947 · 
1948 · 
1949 · 
1950 · 
1951 · 
1952 · 
1953 · 
1954 · 
1955 · 
1956 · 
1957 · 
1958 · 
1959 · 
1960 · 
1961 · 
1962 · 
1963 · 
1964 · 
1965 · 
1966 · 
1967 · 
1968 · 
1969 · 
1970 · 
1971 · 
1972 · 
1973 · 
1974 · 
1975 · 
1976 · 
1977 · 
1978 · 
1979 · 
1980 · 
1981 · 
1982 · 
1983 · 
1984 · 
1985 · 
1986 · 
1987 · 
1988 · 
1989 · 
1990 · 
1991 · 
1992 · 
1993 · 
1994 · 
1995 · 
1996 · 
1997 · 
1998 · 
1999 · 
2000 · 
2001 · 
2002 · 
2003 · 
2004 · 
2005 · 
2006 · 
2007 · 
2008 · 
2009 · 
2010 · 
2011 · 
2012 · 
2013 · 
2014 · 
2015 · 
2016 · 
2017 · 
2018 · 
2019 · 
2020 · 
2021 · 
2022 · 
2023 · 
2024 · 
2025
Vrouwen:
1988 · 
1989 · 
1990 · 
1991 ·
1992 ·
1993 · 
1994 · 
1995 · 
1996 · 
1997 · 
1998 · 
1999 · 
2000 · 
2001 · 
2002 · 
2003 · 
2004 · 
2005 · 
2006 · 
2007 · 
2008 · 
2009 · 
2010 · 
2011 · 
2012 ·
2013 · 
2014 ·
2015 ·
2016 ·
2017 ·
2018 ·
2019 ·
2020 ·
2021 ·
2022 ·
2023 ·
2024 ·
2025